# Santa Sofía (Boyacá)
Pour homonymie, voir Santa Sofia (homonymie).
Santa Sofía est une municipalité située dans le département de Boyacá, en Colombie.